# Libnotes perhyalina
Libnotes perhyalina är en tvåvingeart som först beskrevs av Alexander 1973.  Libnotes perhyalina ingår i släktet Libnotes och familjen småharkrankar. Inga underarter finns listade i Catalogue of Life.